# Дембіна (гміна Закшев)
Дембіна (пол. Dębina) — село в Польщі, у гміні Закшев Люблінського повіту Люблінського воєводства.
Населення — 218 осіб (2011).
У 1975-1998 роках село належало до Замойського воєводства.

## Демографія
Демографічна структура станом на 31 березня 2011 року:
|          | Загалом | Допрацездатний вік | Працездатний вік | Постпрацездатний вік |
| -------- | ------- | ------------------ | ---------------- | -------------------- |
| Чоловіки | 103     | 15                 | 71               | 17                   |
| Жінки    | 115     | 24                 | 57               | 34                   |
| Разом    | 218     | 39                 | 128              | 51                   |